# Horia blairi
Horia blairi là một loài bọ cánh cứng trong họ Meloidae. Loài này được Betrem miêu tả khoa học năm 1932.